# أحمد الخوانساري
أحمد بن يوسف بن حسن الموسوي الملقب بالخوانساري نسبة إلى مدينة خوانسار التي ولد فيها، يعود نسبه إلى موسى الكاظم بن جعفر الصادق، ولد في 18 محرم عام 1309 هـ المصادف 1881 م، (وعلى رواية أخرى أضعف في 1887) وتوفّي الخوانساري في 27 ربيع الثاني سنة 1405 هـ المصادف 1985 م بالعاصمة الإيرانية طهران بسبب مرض المَّ به وشُيّع في العاصمة طهران، ثمّ نُقل جثمانه إلى مدينة قم ودفن بجوار مرقد السيدة فاطمة بنت موسى الكاظم. كان آية الله العظمى الإيراني وحصل على صفة المرجع بعد وفاة المرجع بوروجردي [الإنجليزية] في عام 1961. وعلى النقيض من غيره من المراجع في عصره، الذين عاشوا في مدينتي قم والنجف، كان يقيم في طهران، حيث كان يدير حوزته الخاصة. كان الخونساري أحد مدرسي آية الله الخميني.

## التوجه السياسي
جاء آية الله العظمى الخونساري إلى قم سنة 1923م وأصبح من قادة الحوزة العلمية بعد وفاة عبد الكريم الحائري اليزدي. كان مع محمد كاظم شريعتمداري وعدد من آيات الله العظماء الإيرانيين، من أشد المعارضين للثورة البيضاء التي قادها الشاه في عام 1963. ولكنه شعر بأن التحدي المباشر الذي وجهه الخميني للشاه، مُتحدثًا باسم القيادة الدينية الإيرانية بأكملها، كان أمرًا مبالغًا فيه. وقد علّق على هذا.
كان الخونساري من المدرسة السكونية في السياسة، وكان يعتقد أن رجال الدين لا ينبغي لهم ممارسة السلطة السياسية. وعلى هذا النحو، عارض تفسير آية الله الخميني لمفهوم ولاية الفقيه.

## آثاره
- جامع المدارك في شرح المختصر النافع[9]
- حاشية العروة الوثقى[10]
- أحكام العبادات
- رسالة عملية
- العقائد الحقَّة
- كتاب الطهارة
- كتاب الصلاة[11]

## حياته
درس السيد أحمد الخوانساري المقدمات والسطوح والرياضيات ثم التحق بحوزة أصفهان فحضر دروس البحث الخارج في الفقه والأصول لآية الله مير محمد صادق الأصفهاني وغيره. هاجر بعدها إلى النجف الأشرف سنة 1329هـ لإكمال دراسته فحضر عند آية الله المحقق الآخوند الخراساني، وحضر بحوث آية الله الفقيه المحقق السيد محمد كاظم اليزدي، وآية الله شيخ الشريعة الأصفهاني، وكذلك حضر أبحاث آية الله آغا ضياء الدين العراقي، وآية الله الميرزا محمد حسين النائيني، واستمر على ذلك إلى سنة 1335 هـ حيث عاد إلى إيران وذهب إلى أراك، وأخذ يحضر دروس آية الله الشيخ عبد الكريم الحائري.
وحينما ذهب الشيخ الحائري إلى قم لغرض ترتيب كيان الحوزة فيها، بقي السيد الخوانساري في أراك يقيم صلاة الجماعة التي كان يقيمها الشيخ الحائري ويؤدي الوظائف الدينية التي كان الشيخ الحائري يؤديها. ثم ارتحل إلى قم المقدسة وأقام فيها، وبعد مرور شهرين فوّض إليه الشيخ الحائري إقامة صلاة الجماعة التي كان يُقيمها في المدرسة الفيضية.
وشرع بتدريس البحث الخارج في الفقه والأصول، وأصبح بعد ذلك من الأساتذة المرموقين في الحوزة العلمية في قم وبالإضافة إلى ذلك فقد درّس السيد الخوانساري الفلسفة.
وبعد وفاة آية الله السيد يحيى الخاتون آبادي إمام جماعة مسجد السيد عزيز الله في طهران سنة 1370هـ، قام آية الله السيد البروجردي بإرساله إلى طهران ليحلّ مكان السيد الخاتون آبادي، وفور وصوله قام بأداء وظائفه الدينية وإلقاء دروس الخارج وبعد وفاة السيد حسين البروجردي أصبح من مراجع التقليد عند الشيعة، ورجع إليه جمع كثير في التقليد في إيران وخارجها.

## الخوانساري والخميني
كان السيد أحمد الخوانساري من العلماء الذين أعلنوا تأييدهم لثورة الخميني وبعد اعتقال الخميني من قبل قوات أمن الشاه السافاك في قم كان السيد أحمد الخوانساري من بين علماء الدين الذين ذهبوا إلى طهران وطالبوا بإطلاق سراحه.
وخلال الاحداث التي سبقت إنتصار الثورة في إيران، كان له الدور الكبير في تثبيت الأساسات الأولى للثورة، فقام بإصدار البيانات التي إستنكرت ممارسات النظام ضد المواطنين الأبرياء، ومن هذه المواقف اصداره بياناً على أثر اعتقال الخميني والحوادث التي جرت في سوق طهران جاء فيه، ان الحوادث المؤسفة التي جرت في طهران والتي أدت إلى قتل وجرح بعض الأبرياء من المواطنين برصاص قوات الأمن والشرطة وكذلك إعتقال آية الله الخميني وآية الله القمي وبعض الفضلاء وإني لأَعجب من هذه الانتهاكات الوقحة لحرمة العلماء الأعلام من قبل قوات الأمن في البلاد وأُحذر في هذا الظرف الحساس من هذه الأعمال اللإنسانية وأُذَكِّر بأن هذه الأعمال والممارسات المغلوطة لا يمكن أن تحل الأزمة الدائرة بل يمكن القول بأن هذه الأعمال ستزيد من وخامة الأوضاع في داخل البلاد.

## عملية العين
كان أحمد الخونساري بحاجة إلى إجراء عملية جراحية بسبب مرض قرحة المعدة، من ناحية أخرى، كان كبيرًا في السن وضعيف البنية، وكان لا بد من إجراء العملية الجراحية تحت التخدير. قبل إجراء العملية الجراحية، لم يسمح الخونساري للأطباء بتخديره، لأنه كان يعتقد أن وعيه سيكون في خطر. أراد أن يجري العملية الجراحية وهو يقرأ القرآن. لذلك قال لأطبائه المعالجين: "عندما أكون مشغولًا بقراءة سورة الأنعام، فعليكم إجراء العملية الجراحية، فأنا منتبه للقرآن، وفي هذه الحالة لن يكون هناك أي مشكلة". كان حبه للقرآن قويًّا لدرجة أنه لم يشعر بأي ألم بتلاوة سورة الأنعام أثناء الجراحة، وتمت العملية بنجاح دون الحاجة إلى تخدير، وقد تعجّب الأطباء الأوروبيون من هذه الحادثة.

## أبناؤه
- جعفر
- مهدي
- علي
- وفضل الله

## قالو فيه
- قال الخميني، إنّ لهذا العالم الجليل الكبير والمرجع العظيم منزلة رفيعة وأفنى عمره في العلم والعمل والتدريس والتربية حق كبير على الحوزات حيث استطاع بسيرته وتقواه أن يؤثّر في النفوس التواقة فيكون لها أُسوة وقدوة.
- قال السيد الكلبايكاني، بقية السلف، وأُسوة الفضائل والتقوى، وفقيه أهل البيت، لقد كان ذلك الفقيه معروفاً، ومشاراً إليه بالبنان في علمه وعمله ومخالفته لهواه وطاعته لمولاه وإعراضه عن الدنيا وانقطاعه إلى الله.[15]
- قال الشيخ محمّد هادي الأميني، عالم متتبّع فقيه، أحد مراجع التقليد والفتيا في طهران.
- قال السيد الجلالي، كان يُضرب به المثل في الورع والتقوى بين كلّ مَن عرفته من الأعلام.[16]

## شيوخه
- الشيخ محمد كاظم الخراساني.
- مير محمد صادق المدرس.
- السيد محمد كاظم الطباطبائي اليزدي.
- الشيخ محمد حسين الغروي النائيني.
- السيد محمد حسن الخوانساري.
- الشيخ فتح الله الأصفهاني.
- السيد علي أكبر المجتهد البيدهندي.
- الشيخ محمد رضا المسجد شاهي.
- الشيخ محمد علي التويسركاني.
- السيد أبو تراب الخوانساري.
- الشيخ ضياء الدين العراقي.
- الشيخ عبد الكريم الحائري اليزدي.[17]

## تلامذته
- السيد رضا الصدر.
- الشيخ محمد تقي الستوده.
- السيد محمد باقر الموحد الأبطحي.
- السيد عبد الكريم الموسوي الأردبيلي.
- السيد عز الدين الحسيني الزنجاني.
- الشيخ علي بناه الاشتهاردي.
- الشيخ علي الغروي.
- السيد موسى الصدر.
- الشيخ مرتضى الحائري اليزدي.
- الشهيد مرتضى مطهري.
- مهدي الحائري اليزدي.
- السيد جعفر الخوانساري.
- علي الغفاري الخوانساري.

## طالع أيضًا
- عبد الله بن مسكان
- محمد بن مسلم الثقفي
- محمد جواد أنصاري همداني
- محمد علي شاه آبادي
- ميرزا جواد آغا طهراني
- سيد أبو الحسن شمس آبادي
- ابن عنبة
- علي بن محمد العلوي العمري

## وصلات خارجية
مؤلفات السيد أحمد الخوانساري

## قراءة إضافية
- Motevalli, Abdollah (2004). Ayatullah Seyyed Ahmad Khonsari be Revayat-e Asnad. Tehran: Markaz-e Asnad-e Enqelab-e Islami. ص. 256.